# Rafael Albrecht
José Rafael Albrecht (ur. 23 sierpnia 1941 w San Miguel de Tucumán, zm. 3 maja 2021 w Buenos Aires) – argentyński piłkarz, grający podczas kariery na pozycji obrońcy.

## Kariera klubowa
Rafael Albrecht rozpoczął karierę w klubie Estudiantes La Plata w 1960. W latach 1963–1970 występował w San Lorenzo de Almagro. Z San Lorenzo zdobył mistrzostwo Argentyny Metropolitano 1968. Ogółem w latach 1960–1970 rozegrał w lidze argentyńskiej 299 meczów, w których strzelił 55 bramek.
W latach 1970–1978 występował w Meksyku w Club León i Atlasie Guadalajara, gdzie zakończył karierę. Z León trzykrotnie zdobył Puchar Meksyku w 1971, 1972 i 1973. W czasie kariery Albrecht był jednym z najbardziej bramkostrzelnych obrońców w historii. Według IFFHS zajmuje 7. miejsce pod względem strzelonych bramek wśród obrońców.

## Kariera reprezentacyjna
W reprezentacji Argentyny Albrecht zadebiutował w 1961. W 1962 został powołany na mistrzostwa świata. Na mundialu w Chile Albrecht był rezerwowym i nie wystąpił w żadnym meczu. W 1963 wystąpił w turnieju Copa América, na którym Argentyna zajęła trzecie miejsce. Na turnieju wystąpił tylko w inauguracyjnym meczu z Kolumbią. W 1966 po raz drugi został powołany na mistrzostwa świata. Na mundialu w Anglii Albrecht wystąpił w trzech meczach z: Hiszpanią, RFN i ćwierćfinale z Anglią.
W 1967 wystąpił w turnieju Copa América, na którym Argentyna zajęła drugie miejsce. Na turnieju wystąpił we wszystkich pięciu meczach z Paragwajem (bramka z karnego w 89 min.), Boliwią, Wenezuelą, Chile i Urugwajem. Ostatni raz w reprezentacji Albrecht wystąpił 31 sierpnia 1969 w zremisowanym 2-2 meczu eliminacji mistrzostw świata 1970 z Peru. Ogółem w barwach albicelestes wystąpił w 39 meczach, w których strzelił 3 bramki.